# Quell (série de jeux vidéo)
Quell est une série de jeux vidéo de puzzle développée par Fallen Tree Games.

## Liste de titres
- 2006 : Quell (Android, iOS, Windows, Nintendo Switch)[1]
- 2011 : Quell: Reflect (Android, iOS, Windows, Nintendo 3DS)[2]
- 2013 : Quell: Memento (Android, iOS, Windows, Nintendo 3DS, PlayStation Vita)[3],[4]
- 2016 : Quell: Zen (Android, iOS, Windows)[5]